# Saskia Hockly
Saskia Johanna Hockly (20 de febrero de 2004) es una deportista sudafricana que compite en piragüismo en la modalidad de maratón. Ganó dos medallas en el Campeonato Mundial de Piragüismo en Maratón, en los años 2021 y 2024, ambas en la prueba de K2.

## Palmarés internacional
| Campeonato Mundial | Campeonato Mundial | Campeonato Mundial | Campeonato Mundial |
| Año                | Lugar              | Medalla            | Competición        |
| ------------------ | ------------------ | ------------------ | ------------------ |
| 2021               | Pitești (Rumania)  | Medalla de bronce  | K2                 |
| 2024               | Metković (Croacia) | Medalla de plata   | K2                 |